# 韩春雨
韩春雨（1974年1月11日—），河北科技大学生物科学与工程学院生命科学系副教授、硕士研究生导师。

## 生平
1992年9月－1996年7月，河北师范大学生物系学士。
1997年9月－2000年7月，中国农业科学院硕士研究生。
2000年9月－2003年7月，中国协和医科大学/中国医学科学院博士研究生，师从分子生物学专家、中国科学院院士强伯勤。
2016年7月，当选河北省科学技术协会副主席

## 学术造假风波

### 造假质疑
其带领的团队在《自然-生物技术》杂志上发表了一篇关于发明了一种新的基因编辑技术“NgAgo”，因而获得国际关注。但此后多国科学家无法重现其实验结果而对研究表示质疑，杂志编辑社要求其公开实验数据。
NgAgo事件在中國大陸學術圈中引起長達半年的風波，有人認為是小保方晴子事件重演，2017年5月央視對此做出專題報導。事件初始，由於該基因编辑方法是世界上第二種編輯法誕生，被稱為具有諾貝爾級貢獻，尤其又是在學術名聲较低與硬體條件較差的河北科技大学，由一個不知名教授发明，更具有傳奇性，然而國內20多位名校教授的實驗室都無法複製該實驗並具名質疑後，事件開始反轉，最後《自然-生物技术》杂志本身也刊登了歐美十位知名教授的質疑文章，稱無法重複。事件急轉直下，大量網友以謾罵加於韩春雨。
但事件的發展與韩春雨本身態度也有一定關係，由於其採取不回應態度數個月，並拒絕在攝影機全程拍攝下重現實驗，是輿論轉為憤怒的關鍵，認為不敢回應就是有問題。之後公眾憤怒達到高峰的短暫回應，是稱其他實驗室沒做好細胞淨化導致汙染，但無法解釋為何國內外數十間大學都被汙染，且淨化動作是屬於生物學實驗基本功，所以回應反而讓公眾更加憤怒，並直接形成定論是造假。然而事件的較不同發展在於央視直接採訪韩春雨實驗室時，他並未躲避反侃侃而談，並解釋自己不愛回應外行人非專業的質疑，那些都會流於吵架。
事件一個小轉折在於丹麥諾維信製藥公司於2017年1月下旬與河北科技大学突然簽署合作協議，諾維信的公開信表示，有跡象顯示NgAgo技術有可以編輯基因的「可能性」，但一切都在非常初期階段。其餘細節未詳細說明，直到央視播出的2017年5月份《自然-生物技术》杂志只維持了此論文調查研究中的聲明，未表明撤稿或造假，事件還未有定論。

### 撤回期刊稿
2017年8月3日，《自然-生物技术》发布声明称，撤回韩春雨团队于2016年5月2日发表在该期刊的论文，为韩春雨主动申请撤回。

### 買賣論文行为
- 代笔博士论文 - 2018年据澎湃新闻报导並取得錄音證據，韩春雨博士毕业后，因为“没钱挣”，与人一起代写论文，“一个博士论文收费7000，一个硕士论文收费是4000-5000”[1]。
- 鼓勵買论文 - 同時錄音顯示韩春雨还试图组织学生进行论文买卖活动，且具有半强制性质。他表示，若想拿毕业证需要花钱买毕业论文，并指明要从高峰、武永强[註 1]处弄来代写的论文[1]。
- 用版面费为妻子换取论文署名 - 若韩春雨的学生要想免于论文版面费，他有一優惠方案，必须在联名作者中加上韩春雨妻子韩秋悦的名字增加妻子學術量。据澎湃新闻报导，韩秋悦出生于1974年，本科就读承德医学院临床医疗系。1998年至2012年供职于石家庄市第九医院，后转至石家庄市第一医院，2009年至2013年为河北医科大学同等学力硕士生。她的学位论文的“发表论文”一栏，列出的论文正是以韩春雨为通讯作者的两篇期刊论文[1]。

### 河北科大调查结果
2018年8月31日，河北科技大学学术委员会公布调查结果，认为韩春雨撤稿论文已不再具备重新发表的基础，但未发现韩春雨团队有主观造假情况。

### NgAgo的普渡大學研究
2019年4月 BioRxiv 刊登了一篇来自美国普渡大学团队的論文未经过同行评议的預印本。阐述了NgAgo核酸内切酶活性介导增强大肠杆菌的同源重组，即NgAgo具备内切DNA的能力，从普渡大学的结果来看，NgAgo无论在体内体外均可实现其DNA内切作用，可通过诱导其蛋白内靶向序列的双链断裂进而增强菌体内的基因同源重组率。
但此實驗與韩春雨實驗不同，所以不能說明韩的實驗真假，但可以側面論證NgAgo編輯DNA確有其某種原理存在，大致上為此次事件更添了迷霧，究竟韩當初是有意造假還是無意中確實觸發了某種條件觀測了NgAgo現象有了更多謎團成分。
稍早的同年一月华中农业大学张安定團隊與同济大学项耀祖合作，發現证实NgAgo的的基因编辑是通过RecA进行的同源重组介导的，而RecA与NgAgo以「非预期的物理方式结合」，此發現還達不到正式一篇論文發表的完成度，但說明NgAgo可能仍然具有作为原核宿主基因编辑器的潜力。

### 引用
1. 1 2 3 4  澎湃新闻特约撰稿 王盈颖; 澎湃新闻记者 贺梨萍. .   [2018-09-11]. （原始内容存档于2020-01-28）.
2. ↑  .   [2016-05-10]. （原始内容存档于2016-08-08）.
3. ↑  《財經》雜志. . 香港商報网. 2016-12-15  [2021-03-10]. （原始内容存档于2016-12-16）.
4. ↑  王扬宗. . 科学网. 2018-09-02  [2023-04-25]. （原始内容存档于2023-04-25）.
5. ↑  Figure 4: NgAgo can make targeted double-strand breaks in mammalian genome. （页面存档备份，存于）. Nature.com. 2016-05-02. [2016-06-05].
6. ↑  河北科大副教授的科研成果何以优于麻省理工哈佛 （页面存档备份，存于）.新浪专栏. 2016-05-09. [2016-06-05].
7. ↑  .   [2016-08-04]. （原始内容存档于2019-09-03）.
8. 1 2  .   [2017-05-21]. （原始内容存档于2020-11-24）.
9. ↑  孙瑜, 蔡小宁, 陈德富, & 高山. (2016). NgAgo-gDNA 基因组编辑系统的成功及启示. 生物信息学, 14(3), 167-172.
10. ↑  . www.thepaper.cn.   [2017-08-03]. （原始内容存档于2020-09-19）.
11. ↑  . Nature Biotechnology. 2017-08-02,. advance online publication. ISSN 1546-1696. doi:10.1038/nbt.3938 （英语）.
12. ↑  河北科大出调查结果：韩春雨团队不存在主观造假 （页面存档备份，存于）.看看新闻.
13. ↑  . 河北科技大学. 2018-08-31  [2025-04-26].
14. ↑  DeepTech深科技. . 搜狐.   [2019-06-05]. （原始内容存档于2019-09-01）.
15. ↑  . 唯醫網.   [2019-06-05]. （原始内容存档于2019-06-05）.